# فيكتور كيارني
فيكتور كيارني (بالإنجليزية: Victor Kearney)‏ هو نقابي وسياسي أسترالي، ولد في 10 ديسمبر 1903 في آرمدال في أستراليا، وتوفي في 21 يناير 1982. حزبياً، نشط في حزب العمال الأسترالي. في 1956 Cunningham by-election ‏، انتخب عضو مجلس النواب الأسترالي عن دائرة كونينغهام ‏ (1 أبريل 1956 – 1 نوفمبر 1963).